# Parque nacional de los lagos Kolsai
El parque nacional de los lagos Kolsai (en kazajo: Көлса́й көлдері́ ұлттық парк) se encuentra en los distritos de Raiymbek y Talgar, ambos de la provincia de Almatý, Kazajistán. Fue creado el 7 de febrero de 2007 mediante el decreto N.º 88 del Gobierno de la República de Kazajistán.
En el parque se hallan los lagos Kolsai y el pintoresco lago Kaindy, que son parte de un sistema de lagos en la ladera norte de las montañas de Tian Shan del sureste de Kazajistán, a 10 km de la frontera con Kirguistán. La conservación de la naturaleza es una parte importante de la misión del parque, con el 72% del territorio bajo estricta protección y sólo el 13% destinado al turismo y la recreación.

## Topografía

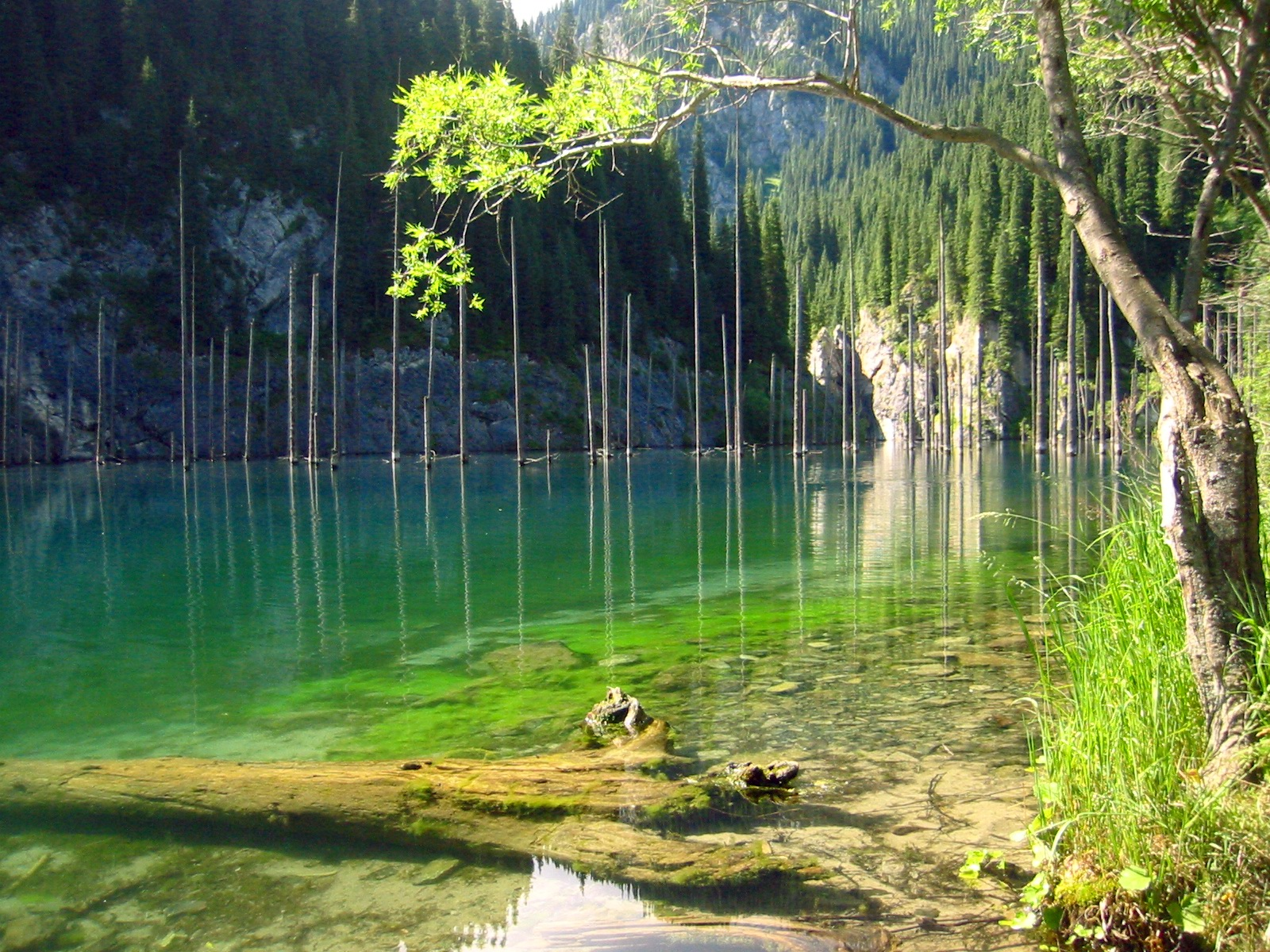
El lago Kaindy en el parque de los lagos Kolsai. Obsérvese los troncos de abeto que se elevan del lago.

Los lagos del parque se encuentran a lo largo del río Kolsai, que fluye de sur a norte desde el Tian Shan. Dos cordilleras del Tian Shan los forman: la Kungey Alatau y la Ili Alatau. La esquina noreste del lago Issyk-Kul se encuentra a 30 km al sur, en el lado sur del Tian Shen. Los principales lagos son:
- Lago Kolsai inferior. Es un reservorio natural de montaña creado por deslizamientos de tierra que obstruyeron el río Kolsai. El lago inferior tiene aproximadamente 1 km de largo, 400 metros de ancho y 80 metros de profundidad. Es accesible por carretera y dispone de albergues y campamentos. (Altitud: 1818 m s. n. m.).
- Lago Kolsai central. A 5 km río arriba del lago inferior, el lago central es el más grande de los tres lagos Kolsai y alcanza una profundidad de 50 metros. (Altitud: 2252 m s. n. m.).
- Lago Kolsai superior. Está a 6 km por encima del lago central. El lago superior está rodeado de abetos y praderas alpinas. (Altitud: 2850 m s. n. m.).
- Lago Kaindy. Ubicado a 11 km al oeste de los lagos Kolsai, el lago Kaindy se encuentra en el río Chilik. El lago es conocido por su reflejo brillante como un espejo y troncos sumergidos de abetos secos se elevan por sobre la superficie. Fue creado en 1911, cuando un terremoto causó un deslizamiento que bloqueó un extremo de la garganta.[7]

## Ecorregión
El parque se encuentra en la ecorregión de la estepa montañosa y praderas del Tian Shan (WWF #1019), que cubre las altitudes medias y superiores de las montañas Tian Shan de Asia Central. El área recibe suficiente lluvia para mantener praderas y bosques y, debido a su aislamiento, alberga muchas especies raras de plantas y animales.

## Clima
El clima en la región de los lagos de Kolsai es "Clima continental húmedo, subtipo de verano templado" (Clasificación Köppen: Dfb). Este clima se caracteriza por grandes variaciones de temperatura, tanto diurnas como estacionales, con veranos suaves e inviernos fríos. En julio, las temperaturas pueden oscilar entre 30 grados Celsius (86,0 °F) durante el día y −5 grados Celsius (23,0 °F) durante la noche.

## Flora y fauna
Los científicos han registrado 704 especies de plantas en el parque, 12 de las cuales están clasificadas como raras. Varias de estas especies están listadas en el Libro Rojo de Kazajistán, tales como stipa kungeica, adonis chrysocyathus, adonis tianschanica, erysimum croceum, picea schrenkiana y otras especies. Un árbol notable en el parque es el abeto de Tian Shan, que crece a una altitud de 2700 a 3000 m s. n. m. y cuyos especímenes son particularmente hermosos, 40-50 m de altura con troncos de 2 m de diámetro.
El mundo animal es también rico y variado, con más de 200 especies de vertebrados. El parque es el hábitat natural de 4 especies de peces, 2 especies de anfibios, 197 especies de aves y 29 especies de mamíferos. Las aves incluidas en el Libro Rojo son la arrenga, introducidos desde la India en el siglo XX, el carbonito de Sophie, el águila real, el quebrantahuesos, el halcón sacre y el buitre del Himalaya. Los mamíferos del Libro Rojo son el carnero de Tien Shan, el oso pardo de Tian Shen, el leopardo de las nieves, la garduña y otras especies como la nutria de Asia Central y el lince de Turquestán.

## Turismo
Hay albergues en el pueblo cercano de Sati y también campamentos. Hay una ruta de senderismo de 25 km que comienza en el lago inferior, avanza por los otros lagos de Kolsai, atraviesa el paso Sary-Bulak (3.278 km) y desciende hasta el lago Issyk-Kul. La ruta dura tres días a pie o un día a caballo.